# ۱۱۴۸ (قمری)
۱۱۴۸ (قمری)، هزار و صد و چهل و هشتمین سال در گاهشماری هجری قمری است. اول محرم این سال برابر با بیست و چهارم مه سال ۱۷۳۵ میلادی است.

## رویدادها
به روی کار آمدن حکومت افشاریان به وسیله نادر شاه افشار در ایران

## وابسته
- محمدمهدی ارباب اصفهانی

## منبع
1- http://ensani.ir/fa/article/418774/%D8%A7%D9%81%D8%B4%D8%A7%D8%B1%DB%8C%D8%A7%D9%86